# Комбресол
Комбресол (фр. Combressol) насеље је и општина у централној Француској у региону Лимузен, у департману Корез која припада префектури Исел.
По подацима из 2011. године у општини је живело 339 становника, а густина насељености је износила 13,33 становника/km². Општина се простире на површини од 25,43 km². Налази се на средњој надморској висини од 650 метара (максималној 728 m, а минималној 510 m).

## Демографија
| 1962. | 1968. | 1975. | 1982. | 1990. | 1999. | 2011. |
| ----- | ----- | ----- | ----- | ----- | ----- | ----- |
| 472   | 507   | 382   | 282   | 270   | 305   | 339   |

График промене броја становника у току последњих година